# إليزابيتا ساكيغياني
إليزابيتا ساكيغياني (مواليد 5 فبراير 1984) هي متسابقة يخوت إيطالية شاركت في دورة الألعاب الأولمبية الصيفية لعام 2004. 